# 3′-фосфоаденозин-5′-фосфосульфат
3′-Фосфоаденозин-5′-фосфосульфат, или ФАФС, — это производное аденозинмонофосфата с остатком фосфорной кислоты в 3′-положение и сульфогруппой присоединённой к 5′-фосфату. Этот анион является стандартным кофактором во всех реакциях переноса сульфогруппы. Образуется из аденозин-5′-фосфосульфата (АФС) путём фосфорилирования в 3′-положение.

## Синтез и восстановление
АФС и ФАФС участвуют в процессе восстановления сульфата до сульфита. Это эндотермическая реакция, осуществляемая бактериями и хлоропластами растений. Поскольку сульфат не может быть восстановлен напрямую, он должен быть активирован путём взаимодействия с АТФ. В результате реакции образуется переносчик активированного сульфата АФС, а затем и ФАФС. Первую реакция осуществляет фермент АТФ-сульфурилаза:
SO42− + ATФ → AФС + ФФн
Превращение АФС в ФАФС катализирует фермент АФС-киназа:
АФС + АТФ → ФАФС + АДФ
ФАФС используется для синтеза сульфатированных соединений, то есть для переноса на них сульфогруппы, а дальнейшее восстановление АФС приводит к образованию сначала сульфита, а затем и сероводорода, который может удаляться из клетки в случае сульфатного дыхания (диссимиляционная сульфатредукция) или использоваться для синтеза аминокислот (ассимиляционная сульфатредукция).